# Peggy Büchse
Peggy Büchse-Dietrich (* 9. September 1972 in Rostock als Peggy Büchse) ist eine ehemalige Langstreckenschwimmerin. Die 1,70 m große Sportlerin studierte Sportwissenschaft und Erziehungswissenschaft mit Magisterabschluss sowie Englisch ohne Abschluss, nachdem sie ihr Abitur 1993 an der CJD Jugenddorf-Christophorusschule Rostock gemacht hat.

## Erfolge
In den 1980er Jahren begann Peggy Büchse als Beckenschwimmerin und wurde 1987 Junioreneuropameisterin über 400 m Freistil. Zu Beginn der 1990er Jahre wechselte sie zum Langstreckenschwimmen.
- 1995 wurde sie Europameisterin über 25 Kilometer und gewann Silber über 5 Kilometer. Außerdem wurde sie Deutsche Meisterin im Meeresschwimmen über 18,5 km.
- 1996 belegte sie den 3. Platz beim Fina-Weltcup
- 1997 wurde sie Europameisterin über 5 Kilometer und Weltcupsiegerin in Atlantic City.
- 1998 gewann sie bei den Weltmeisterschaften in Perth Silber über 25 Kilometer und Bronze über 5 Kilometer. Außerdem wurde sie Weltcupgesamtsiegerin.
- 1999 wurde sie Europameisterin über 5 Kilometer. Außerdem wurde sie Weltcupgesamtsiegerin.
- 2000 wurde sie Weltmeisterin über 5 km, sie gewann Bronze über 10 Kilometer. Außerdem wurde sie Europameisterin über 5 und 25 Kilometer.
- 2001 wurde sie in Fukuoka Weltmeisterin über 10 Kilometer und Vizeweltmeisterin über 5 km. Bei den deutschen Meisterschaften gewann sie jeweils Silber in 800 m und 1500 m Freistil.
- 1993–2001 wurde sie 7 × Deutsche Meisterin über 5 km und 6 × Deutsche Meisterin über 25 km.

Im März 2002 zog sie sich aus Enttäuschung darüber, dass die 10.000-Meter-Strecke für die Olympischen Spiele 2004 in Athen keine olympische Disziplin geworden war, vom aktiven Wettkampfschwimmen zurück.
Nach ihrer aktiven Karriere arbeitete Peggy Büchse bis 2011 als Sportdozentin an der Universität Regensburg. Sie ist verheiratet mit dem Triathleten Volker Dietrich. Sie lebt mit ihrem Mann und drei Söhnen in Augsburg, wo sie als Sportlehrerin arbeitet.
In der NDR-Dokumentation Unterstützende Mittel – Trauma des DDR-Sports berichtete sie 2014, dass sie als 15-Jährige in der DDR das Dopingmittel Oral-Turinabol von ihren Trainern erhalten hat.